# Н-1 (ракета-носач)
Н-1, Н1 (ГРАУ индекс 11А52) је била совјетска ракета-носач супер-тешке категорије. Развијена је средином 60-их година прошлог века, на врхунцу свемирске трке, као пандан америчкој ракети Сатурн V. Ракету је развила РКК Енергија под вођством Сергеја Корољова, а после његове смрти под вођством Василија Мишина. Примарна намена ракете била је достава веома тешке опреме у орбиту, а ракета је дизајнирана тако да може послати и људску посаду изван земљине орбите (на Месец). Први степен ове ракете је најмоћнији степен ракете икада произведен.